# 哈里斯維爾 (密歇根州)
哈里斯維爾（英語：Harrisville）是一個位於美國密歇根州阿爾科納縣的城市。根據2010年美國人口普查，該地共人口493人，而該地的面積約為1.64平方千米。同時該地也是阿爾科納縣的縣治。

## 地理
哈里斯維爾的座標為44°39′28″N 83°17′41″W / 44.65778°N 83.29472°W，而該地的平均海拔高度為190米（即623英尺）。